# Diarsia guadarramensis
Diarsia guadarramensis ist ein Schmetterling (Nachtfalter) aus der Familie der Eulenfalter (Noctuidae).

## Merkmale

### Falter
Die Falter erreichen eine Flügelspannweite von 35 bis 36 Millimetern. Sie haben auf der Vorderflügeloberseite eine ockerbraune bis rötlich braune Grundfarbe, die in der Nähe des Apex leicht violett braun verdunkelt ist. Die Querlinien sind undeutlich. Ring- und Nierenmakel sind cremefarben und dünn braun umrandet. Zwischen Ring- und Nierenmakel hebt sich ein dunkelbrauner Schatten ab. Nur als kleiner schwarzer Punkt erscheinen die Zapfenmakel. Die Fransen sind rötlich braun. Die Hinterflügel sind zeichnungslos bräunlich.

### Raupe
Ausgewachsene Raupen erreichen eine Länge von 36 Millimetern. Sie haben eine plumpe Form, eine glasig violett braune Farbe, einige seitliche Aufhellungen, eine sehr feine, unterbrochene, blasse Rückenlinie und sind auf allen Segmenten mit schwärzlichen, keilförmigen Flecken versehen.

## Verbreitung und Lebensraum
Diarsia guadarramensis kommt in den Pyrenäen, der Sierra Nevada und einigen weiteren gebirgigen Gegenden auf der Iberischen Halbinsel und in Südwestfrankreich vor. Hauptlebensraum sind warme, offene, bergige Landschaften in Höhenlagen zwischen 1200 und 2300 Metern.

## Lebensweise
Die nachtaktiven Falter fliegen von Juni bis August in einer Generation im Jahr. Sie besuchen gerne künstliche Lichtquellen sowie Köder. Unter Zuchtbedingungen nahmen die Raupen Spitzwegerich (Plantago lanceolata) und Löwenzahn (Taraxacum) als Nahrungspflanzen an, deren Blätter sie nur in der Nacht fressen.